# Hatkivka, Sokal
Hatkivka (în ucraineană Гатківка) este un sat în comuna Opilsko din raionul Sokal, regiunea Liov, Ucraina.

## Demografie
Componența lingvistică a localității Hatkivka
     Ucraineană (100%)
Conform recensământului din 2001, toată populația localității Hatkivka era vorbitoare de ucraineană (100%).